# Portrait du duc de Wellington
Le Portrait du duc de Wellington est une huile sur toile de Francisco de Goya.
Elle représente le général britannique Arthur Wellesley, premier duc de Wellington lors de son service pour la guerre péninsulaire.

## Description
Wellington apparaît de trois-quarts, en uniforme, portant les insignes de plusieurs ordres de chevalerie. Sur la poitrine, on remarque ainsi les croix de l'ordre britannique du Bain (qui lui fut décerné en 1804), de l'ordre portugais de la Tour et de l'Épée (décerné en 1811), et de l'ordre espagnol de Saint-Ferdinand (décerné en 1812). On reconnaît également deux écharpes : la rose pour l'ordre du Bain et la bleue pour l'ordre de la Tour et de l'Épée. Enfin, le prestigieux ordre espagnol de la Toison d'Or (remis à Wellington en décembre 1812) surmonte autour de son cou la Peninsular Gold Medal, distinction britannique remise aux officiers généraux ayant pris part à la guerre d'indépendance espagnole.

## Histoire

### Réalisation du tableau
C’est l’un des trois portraits de Wellington peints par Goya. Le tableau, réalisé à l'huile sur panneau d'acajou, a probablement été peint en 1812 lors de séances de pose à Madrid. Le peintre retoucha la toile en 1814 pour le montrer entièrement vêtu de son uniforme noir arborant des galons en or de l’ordre de la toison d’or et la croix militaire qu’il avait obtenue entre-temps.

### Acquisition
Le portrait fut acquis par Wellington, avant de passer à Louisa Catherine Caton, épouse du 7e duc de Leeds, Francis D'Arcy-Osborne. Celle-ci avait été l'épouse en premières noces de Felton Hervey-Bathurst, lequel avait notamment combattu aux côtés de Wellington au Portugal et en Espagne entre 1811 et 1814. Elle était par ailleurs la belle-sœur du marquis Richard Wellesley, frère aîné du duc de Wellington.
Le tableau demeura en possession des ducs de Leeds jusqu'à John Osborne, 11e duc de Leeds, avant d'être vendu aux enchères par la maison de ventes Sotheby's en 1961.

### Entrée dans les collections publiques et vol
La toile est vendue aux enchères en 1961 pour 140 000 £ après préemption du gouvernement britannique, alors que l'achat allait être emporté par un étranger, l'Américain Charles Wrightsman. La préemption du gouvernement se fait avec le soutien d'une fondation,. Le tableau est exposé dès le 2 août 1961 à la National Gallery de Londres.
Il est volé 19 jours après. Scotland Yard est chargée de l'enquête, une récompense est offerte.
Trois ans plus tard, The Daily Mirror reçoit un courrier anonyme accompagné d'un ticket de consigne à bagage. La police découvre le tableau sans son cadre mais ne retrouve pas le voleur. En juillet 1965, Kempton Bunton se présente à la police et reconnaît le vol. Au cours de son procès, il explique qu'il avait l'intention de demander une rançon 140 000 £  pour financer des œuvres de charité. Pour sa défense, il plaide qu'il a restitué le tableau. Il est condamné à quatre mois de prison pour le vol du cadre, relaxé pour le vol du tableau faute d'intention criminelle démontrée. À la suite de cette affaire, une modification de la loi est votée en 1968 et sert aujourd'hui encore de socle légal pour la protection des musées.